# Lucy Ovilla
Lucy Ovilla es una artista visual, pintora y escultora del estado de Chiapas (México) que compagina su actividad creativa propia con la pedagógica, por medio de su faceta de profesora. Por ejemplo lo ha sido en la Universidad de Ciencias y Artes de Chiapas.
De formación autodidacta, es una artista global que defiende el arte como actividad aconsejable para la mejora individual y la alimentación de un espíritu crítico en todo ser humano. En este sentido también es autora de diferentes artículos

## Exposiciones
- 2011. Exposición Colectiva hispano-mexicana "Cara y Cruz". Centro Cívico El Pilar de Vitoria (España)[3]
- 2011. Exposición Colectiva Artistas Chiapanecos. Galería Hermila Domínguez (Comitán, México).[4][5]
- 2011. Libros de autor: La vida desatenta...Caminar (Colectiva). Museo Provincial de Jaén (España).[6]
- 2011. Libros de autor: La vida desatenta...Caminar (Colectiva). Universidad Argentina de la Empresa (UADE) (Buenos Aires, Argentina).
- 2010. Libros de autor: El pan nuestro de cada día (Colectiva). Escuela de Arte de Sevilla (España).
- 2010. Gogo Colectivo (Colectiva y en colaboración con el Grupo Fotográfico RdeR). Muestra de Artistas Chiapanecos. Escuela de Artes y Oficios de Vitoria (País Vasco, España).[7][8]
- 2009. Exposición Colectiva Artistas Chiapanecos. Museo de Arte Contemporáneo Ateneo de Yucatán (Macay) (Mérida, México).[9]